# Ripollès

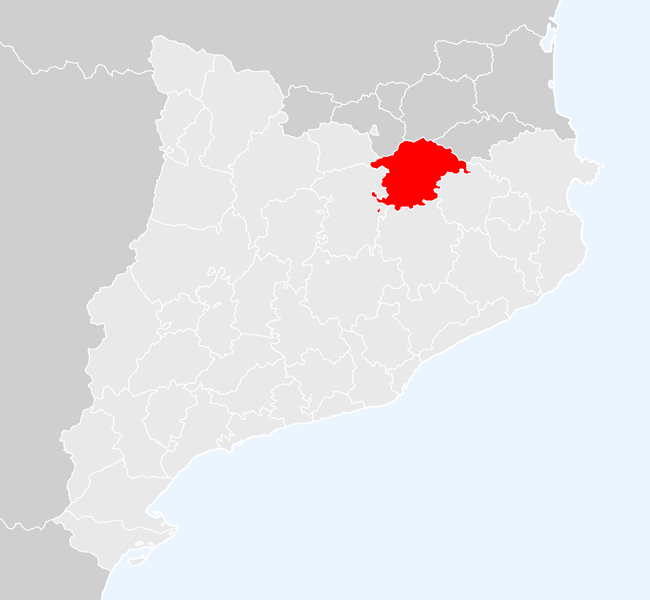
Localização do Ripollès, na Catalunha.

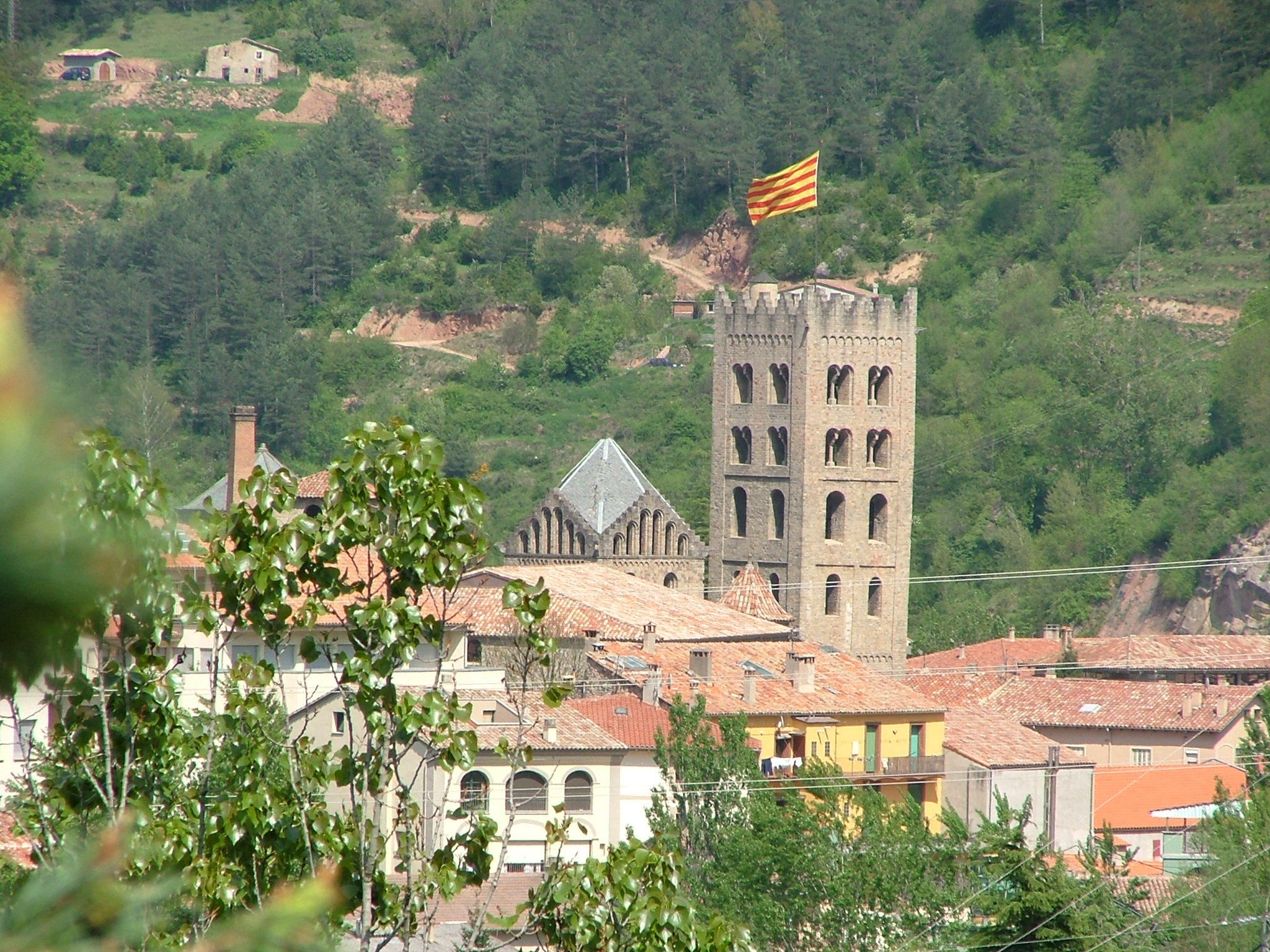
Ripoll

Ripollès é uma região (comarca) da Catalunha. Abarca uma superfície de 956,24 quilômetros quadrados e possui uma população de 26.400 habitantes.

## Subdivisões
A comarca do Ripollès subdivide-se nos seguintes 19 municípios:
- Campdevànol
- Campelles
- Camprodon
- Gombrèn
- Llanars
- Les Llosses
- Molló
- Ogassa
- Pardines
- Planoles
- Queralbs
- Ribes de Freser
- Ripoll
- Sant Joan de les Abadesses
- Sant Pau de Segúries
- Setcases
- Toses
- Vallfogona de Ripollès
- Vilallonga de Ter